# Crvarevac
Crvarevac falu Bosznia-Hercegovinában, a Bosznia-hercegovinai Föderáció Una-Szanai kantonjában. Közigazgatásilag Velika Kladušához tartozik.

## Fekvése
Bosznia-Hercegovina északnyugati részén, Bihácstól légvonalban 37, közúton 57 km-re északra, Velika Kladušától légvonalban 15, közúton 27 km-re kelet-délkeletre levő dombos, erdős vidéken, a Bužimica-patak mentén fekszik.

## Népessége
| Nemzetiségi csoport | Népesség 1991 | Népesség 2013 |
| ------------------- | ------------- | ------------- |
| Szerb               | 20            | 0             |
| Bosnyák             | 877           | 654           |
| Horvát              | 1             | 0             |
| Jugoszláv           | 9             | 0             |
| Egyéb               | 4             | 37            |
| Összesen            | 911           | 691           |

## Kultúra
A „Đul” nőegyesület 2012 óta működik a településen. Jelenleg 35 aktív tagot tömörít, akik 20 és 70 év közöttiek. Az egyesület munkájának prioritása a nők segítése, de az Egyesület más, segítségre szorulókat is segít tevékenységével. Az egyesület elmúlt években végzett munkája során számos humanitárius jellegű tevékenységet valósított meg.

## Oktatás
A településen általános iskola működik.